# Accademia Hanlin
L'Accademia Hanlin (Hànlín yuàn 翰林院) fu un'istituzione accademica e amministrativa fondata nell'VIII secolo nella Cina Tang dall'imperatore Xuanzong a Chang'an e chiusa nel 1911 a seguito della rivoluzione Xinhai.
L'appartenenza all'Accademia era limitata a un gruppo di studiosi d'élite, che svolgeva compiti di segreteria e letterari per la corte. Uno dei suoi compiti principali era quello di interpretare i classici cinesi. Ciò costituì la base degli esami imperiali, che gli aspiranti burocrati dovevano superare per raggiungere posti di livello superiore. Anche i pittori che lavoravano per la corte erano legati all'Accademia.

## Membri dell'Accademia
Alcuni dei più famosi accademici di Hanlin furono:
- Li Bai (701–762) - poeta;
- Bai Juyi (772–846) - poeta;
- Yan Shu (991–1055) - poeta, calligrafo, (primo ministro nel 1042);
- Ouyang Xiu (1007–1072) - storico;
- Shen Kuo (1031–1095) - cancelliere;
- Zhang Zeduan (1085-1145) - pittore;
- Zhao Mengfu (1254–1322) - pittore, calligrafo, poeta (rettore tra il 1314–1320);
- Huang Zicheng (1350–1402) - studioso imperiale;
- Li Dongyang (1447–1516) - ufficiale imperiale, poeta, prestò servizio come "Grande storico";
- Ni Yuanlu (1593–1644) - calligrafo, pittore, alto funzionario;
- Wu Renchen (1628–1689) - storico e matematico;
- Zhang Tingyu (1672–1755) - politico e storico;
- Ji Xiaolan (1724–1805) - studioso, poeta (caporedattore del Siku Quanshu);
- Yao Nai (1731–1815) - studioso;
- Gao E (1738–1815) - studioso ed editore;
- He Changling (1785–1848) - studioso e ufficiale;
- Zeng Guofan (1811–1872) - studioso e in seguito funzionario militare chiave;
- Chen Lanbin (1816–1895) - diplomatico (ambasciatore negli Stati Uniti, in Spagna e in Perù);
- Weng Tonghe (1830–1904) - tutore imperiale;
- Cai Yuanpei (1868–1940) - educatore;
- Qu Hongji (1850–1918) - politico.

## Ufficio dei traduttori
Subordinato all'Accademia Hanlin era l'Ufficio dei traduttori (in cinese 四夷館/四译館, in pinyin Sìyí Guǎn/Sìyì Guǎn). Fondato dalla dinastia Ming nel 1407, dopo la prima spedizione di Zheng He nell'Oceano Indiano, l'Ufficio si occupò dei memoriali consegnati dagli ambasciatori stranieri e sfornò specialisti delle lingue straniere. Comprendeva dipartimenti per molte lingue come lo Jurchen (parlato in Manciuria), "Tartaro" (Mongolo), coreano, ryukyuano, giapponese, Tibetano, "Huihui" (la lingua "musulmana", persiano) vietnamita e lingue birmane, così come per le lingue delle "varie tribù barbariche" (Bai yi 百 夷, cioè gruppi etnici Shan ai confini sud-occidentali della Cina), "Gaochang" (popolo di Turfan, cioè la vecchia lingua uyghur), e Xitian (西天; (sanscrito, parlato in India). Nel 1511 e nel 1579 furono aggiunti dipartimenti per le lingue di Ba bai (八百; lingua Lao) e tailandese. Venne compilato un vocabolario in lingua malese (Manlajia Guan Yiyu) 滿剌加館譯語 (elenco di parole del regno di Melaka) per il malese parlato nel sultanato di Malacca. Venne anche redatto un vocabolario in lingua chăm 占城館 per la lingua parlata nel Regno di Champa.
Quando la dinastia Qing rianimò il Ming Siyiguan 四夷館, i Manciù, che "erano sensibili ai riferimenti ai barbari", cambiarono il nome da yi 夷 "barbaro" a yi 彝 "popolo Yi", e cambiarono l'esonimo Shan da Baiyi 百夷 "cento barbari" a Baiyi 百譯 "cento traduzioni".
Il tardo Tongwen Guan istituito dalla dinastia Qing per la traduzione delle lingue occidentali era subordinato allo Zongli Yamen e non all'Accademia Hanlin.

## Incendio del 1900

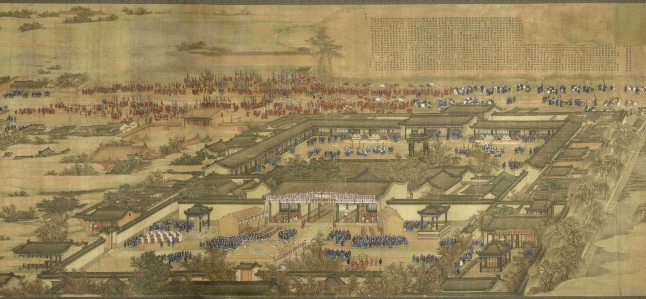
L'Accademia Hanlin nel 1744, dopo il rinnovamento sotto l'imperatore Qianlong.

L'Accademia Hanlin di Pechino e la sua biblioteca furono gravemente danneggiate da un incendio durante l'assedio delle Legazioni Straniere a Pechino nel 1900 dai Kansu Braves mentre combattevano contro l'alleanza delle otto nazioni. Il 24 giugno l'incendio si propagò all'Accademia:
Some of the incendiaries were shot down, but the buildings were an inferno and the old trees standing round them blazed like torches.
Alcuni degli incendiari sono stati abbattuti, ma gli edifici erano un inferno e i vecchi alberi che vi stavano intorno bruciavano come torce.
Si è tentato di salvare la famosa Yung Lo Ta Tien, ma un mucchio di volumi erano stati distrutti, quindi questo tentativo venne abbandonato.»
(Lancelot Giles, testimone oculare e figlio di Herbert Giles)
Molti testi antichi furono distrutti dalle fiamme.
L'Accademia operò ininterrottamente fino alla sua chiusura durante la rivoluzione Xinhai del 1911.